# Малый острокрылый дятел
Малый острокрылый дятел (лат. Yungipicus kizuki) — вид птиц из семейства дятловых.

## Описание
Длина 13—15 см. Крылья, клюв и хвост самок длиннее таковых у самцов.
Встречаются в парах или совместных с представителями других видах в стайках, кормящихся вместе. Птиц наблюдают в природных лесах, а также в садах и парках. Держатся на высотах вплоть до 2100 м над уровнем моря.
Распространён в КНДР, КНР, Южной Кореи, России и Японии.
МСОП присвоил таксону охранный статус «Виды, вызывающие наименьшие опасения» (LC).

## Синонимы
В синонимику вида входят следующие биномены:
- Dendrocopos kizuki (Temminck, 1836)
- Picoides kizuki (Temminck, 1836)
- Picus kizuki Temminck, 1836